# Schizoporella obesa
Schizoporella obesa is een mosdiertjessoort uit de familie van de Schizoporellidae. De wetenschappelijke naam van de soort is, als Porella obesa voor het eerst geldig gepubliceerd in 1900 door Waters.